# فلج خیره افقی
فلج نگاه خیره (به انگلیسی: Gaze Palsy)، فلج حرکات هماهنگ هر دو چشم است.
در نوع فلج افقی، بدون اراده بیمار هر دو چشم همزمان به سمت چپ یا هر دو به سمت راست منحرف می‌شوند.
این انحراف نگاه افقی ناشی از این است که با فلج شدن یکسری عضلات خارج چشمی، در مقابل نیروی عضلات خارج چشمی که سالم مانده اند، نیروی متقابلی وجود ندارد.

## سبب شناسی
فلج نگاه خیره افقی ممکن است ناشی از دو علت زیر باشد:
- ضایعه در نیمکره‌های مغزی: که باعث فلج نگاه به دور از ضایعه می شود.
- ضایعات ساقه مغز: اگر ضایعه در زیر محل تلاقی الیاف میدان های فرونتال چشم در قسمت دمی مغز میانی باشد، باعث ضعف نگاه به سمت ضایعه خواهد شد.

### بخاطرسپاری
برای یادآوری این موضوع میتوان اینطور درنظر گرفت که بیماران مبتلا به ضایعات نیمکره، به سمت ضایعه خود نگاه می کنند؛ در حالی که بیماران مبتلا به فلج نگاه ناشی از ضایعات پونز، به دور از ضایعه خود نگاه می کنند.

## نوع وراثتی
در جهش ژن انسانی ROBO3 تشکیل دستگاه طولی مختل می شود و بنابراین اتصالات عصبی طبیعی نمی توانند ایجاد شوند. این ژن اتوزومی مغلوب، منجر به کاهش حجم قسمت عقبی مغز و اسکولیوز (scoliosis) می شود که از علائم رایج فلج خیره افقی ارثی است.